# Ted Ligety
Theodore Sharp Ligety (conocido como Ted Ligety; Salt Lake City, 31 de agosto de 1984) es un deportista estadounidense que compitió en esquí alpino; dos veces campeón olímpico y cinco veces campeón mundial.

## Trayectoria
Participó en cuatro Juegos Olímpicos de Invierno, entre los años 2006 y 2018, obteniendo dos medallas, oro en Turín 2006 (combinada) y oro en Sochi 2014 (eslalon gigante), y el quinto lugar en Vancouver 2010 y en Pyeongchang 2018, en la prueba combinada.
Ganó siete medallas en el Campeonato Mundial de Esquí Alpino entre los años 2009 y 2015. En la Copa del Mundo consiguió veinticinco victorias y 52 podios en total.
En 2013 fue nombrado «Atleta masculino del año» por el Comité Olímpico Estadounidense y recibió el Premio Internacional International de U.S. Ski & Snowboard.
Se retiró de la competición en 2021. Posteriormente, ejerció de director de esquí en el Mt. Holly Club de Utah. Además, tiene una empresa que produce equipamiento para esquiadores y ciclistas.

## Palmarés internacional
| Juegos Olímpicos   | Juegos Olímpicos                   | Juegos Olímpicos  | Juegos Olímpicos |
| Año                | Lugar                              | Medalla           | Prueba           |
| ------------------ | ---------------------------------- | ----------------- | ---------------- |
| 2006               | Turín (Italia)                     | Medalla de oro    | Combinada        |
| 2014               | Sochi (Rusia)                      | Medalla de oro    | Eslalon gigante  |
| Campeonato Mundial |                                    |                   |                  |
| Año                | Lugar                              | Medalla           | Prueba           |
| 2009               | Val d’Isère (Francia)              | Medalla de bronce | Eslalon gigante  |
| 2011               | Garmisch-Partenkirchen (Alemania)  | Medalla de oro    | Eslalon gigante  |
| 2013               | Schladming (Austria)               | Medalla de oro    | Eslalon gigante  |
| 2013               | Schladming (Austria)               | Medalla de oro    | Supergigante     |
| 2013               | Schladming (Austria)               | Medalla de oro    | Supercombinada   |
| 2015               | Vail/Beaver Creek (Estados Unidos) | Medalla de oro    | Eslalon gigante  |
| 2015               | Vail/Beaver Creek (Estados Unidos) | Medalla de bronce | Combinada        |